# Abdallah ibn Abd al-Muttalib
Abdallah ibn Abd al-Muttalib  عبد الله بن عبد المطلب (ar)  (geboren 545, overleden rond 570) was de vader van Mohammed.
Hij was afkomstig uit de stam der Quraish in Mekka; zijn grootvader was Hashim ibn Abd Manaf, de stamvader van de Hasjemieten, en zijn vader was Abd al-Moettalib. De naam betekent 'bediende (of slaaf) van God'. Hij was getrouwd met Aminah. Hij overleed naar alle waarschijnlijkheid reeds voor Mohammeds geboorte, op een leeftijd van tussen de 25 en 30 jaar, zodat Mohammed door zijn moeder en door zijn grootvader Abd al-Muttalib werd opgevoed. Over de omstandigheden en het tijdstip van Abdallahs overlijden doen meerdere overleveringen de ronde. De oudste informatie hieromtrent stamt uit het einde van de 7e eeuw, waarin gesteld wordt dat Abdallah enkele maanden voor de geboorte van Mohammed in Yathrib na een korte ziekte te midden van de familie van zijn vrouw overleed.
Over zijn leven is niet veel bekend; hij was in dienst bij zijn vader en bedreef handel met Gaza. Vroeg-islamitische geschiedschrijvers zoals Ibn Ishaq en Mohammed ibn Sa'd vertellen over een legende waarin een vrouw -mogelijkerwijs een zus van de Hanifiet Waraqa ibn Naufal- Abdallah probeerde te verleiden, omdat zij op zijn gezicht reeds tekenen van de profetie (letterlijk "het licht der profetie") waar wist te nemen.